# Francisco Javier Mina, Macuspana
Francisco Javier Mina är en ort i Mexiko.   Den ligger i kommunen Macuspana och delstaten Tabasco, i den sydöstra delen av landet, 700 km öster om huvudstaden Mexico City. Francisco Javier Mina ligger 22 meter över havet och antalet invånare är 524.
Terrängen runt Francisco Javier Mina är huvudsakligen platt, men söderut är den kuperad. Runt Francisco Javier Mina är det ganska tätbefolkat, med 56 invånare per kvadratkilometer. Närmaste större samhälle är Macuspana, 18,5 km nordväst om Francisco Javier Mina. Trakten runt Francisco Javier Mina består till största delen av jordbruksmark.